# Kaiser Franz Josephs-Bahn

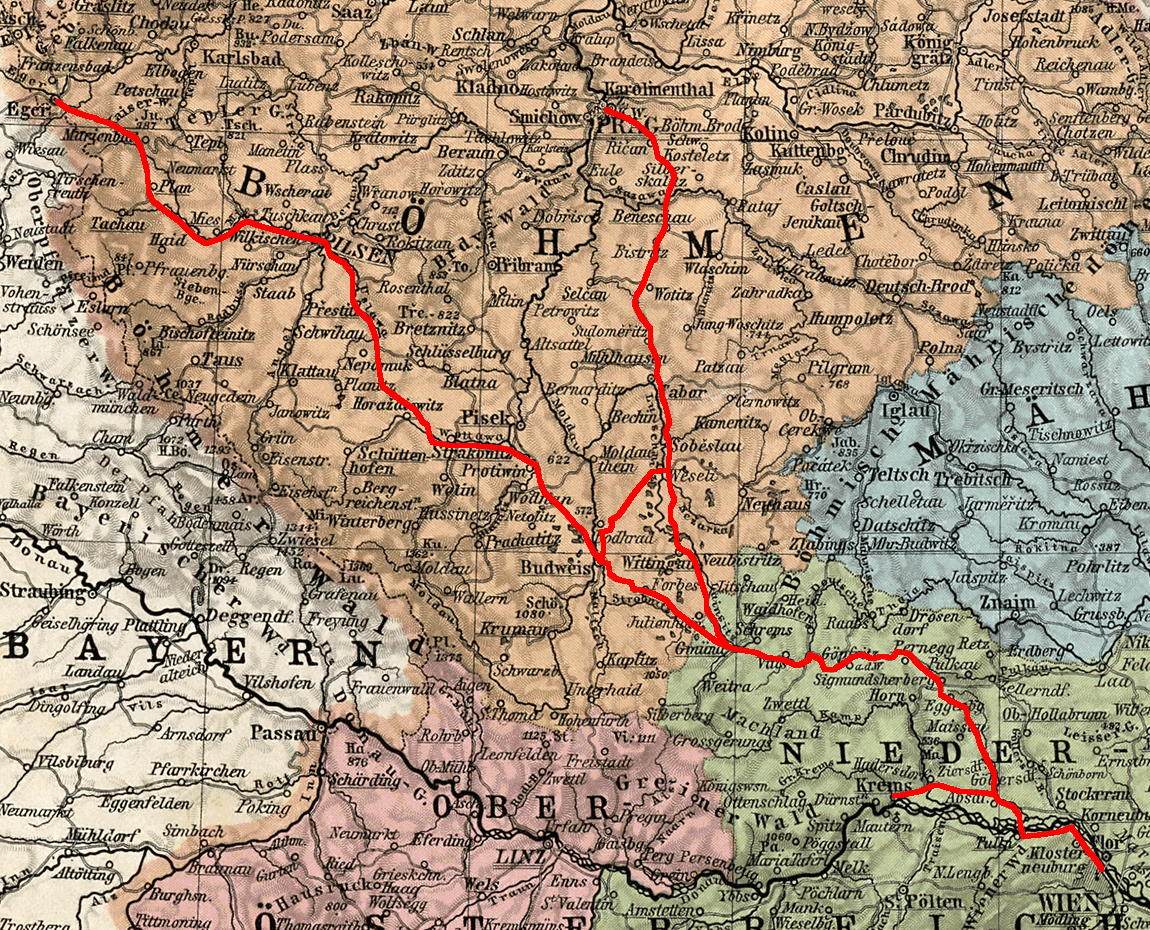
Streckennetz der KFJB

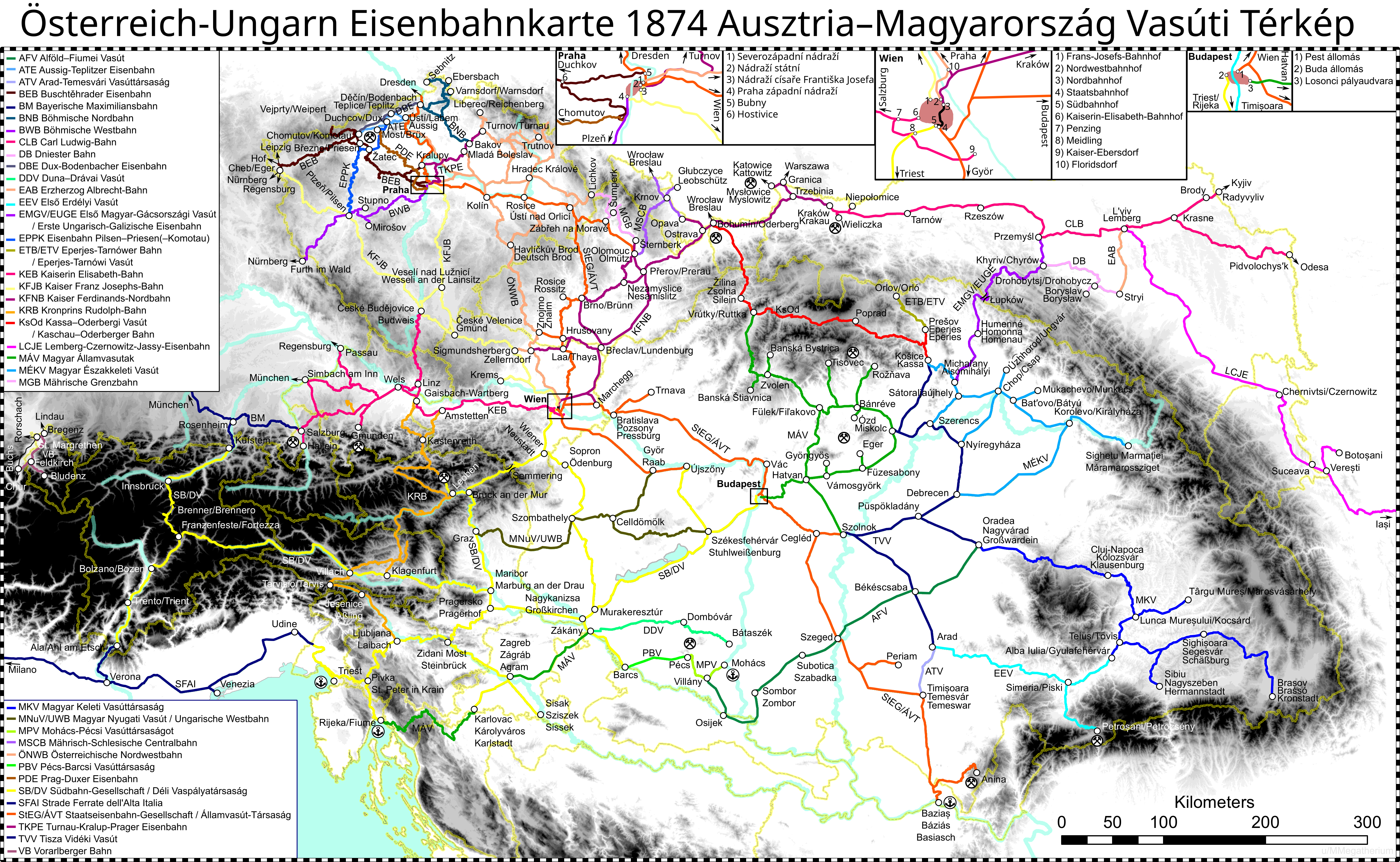
KFJB Streckennetz im Vergleich mit anderen Eisenbahngesellschaften.

Die k.k. privilegierte Kaiser Franz Josephs-Bahn, kurz: KFJB war eine Eisenbahngesellschaft in Österreich, deren Streckennetz in den Kronländern Niederösterreich und Böhmen lag. Die Hauptverbindung der Gesellschaft verlief von Wien über Gmünd, Budweis und Pilsen nach Eger. Eine Zweigstrecke von Gmünd stellte zudem eine direkte Verbindung von Wien nach Prag her.
Die Gesellschaft trug den Namen von Kaiser Franz Joseph.

## Geschichte

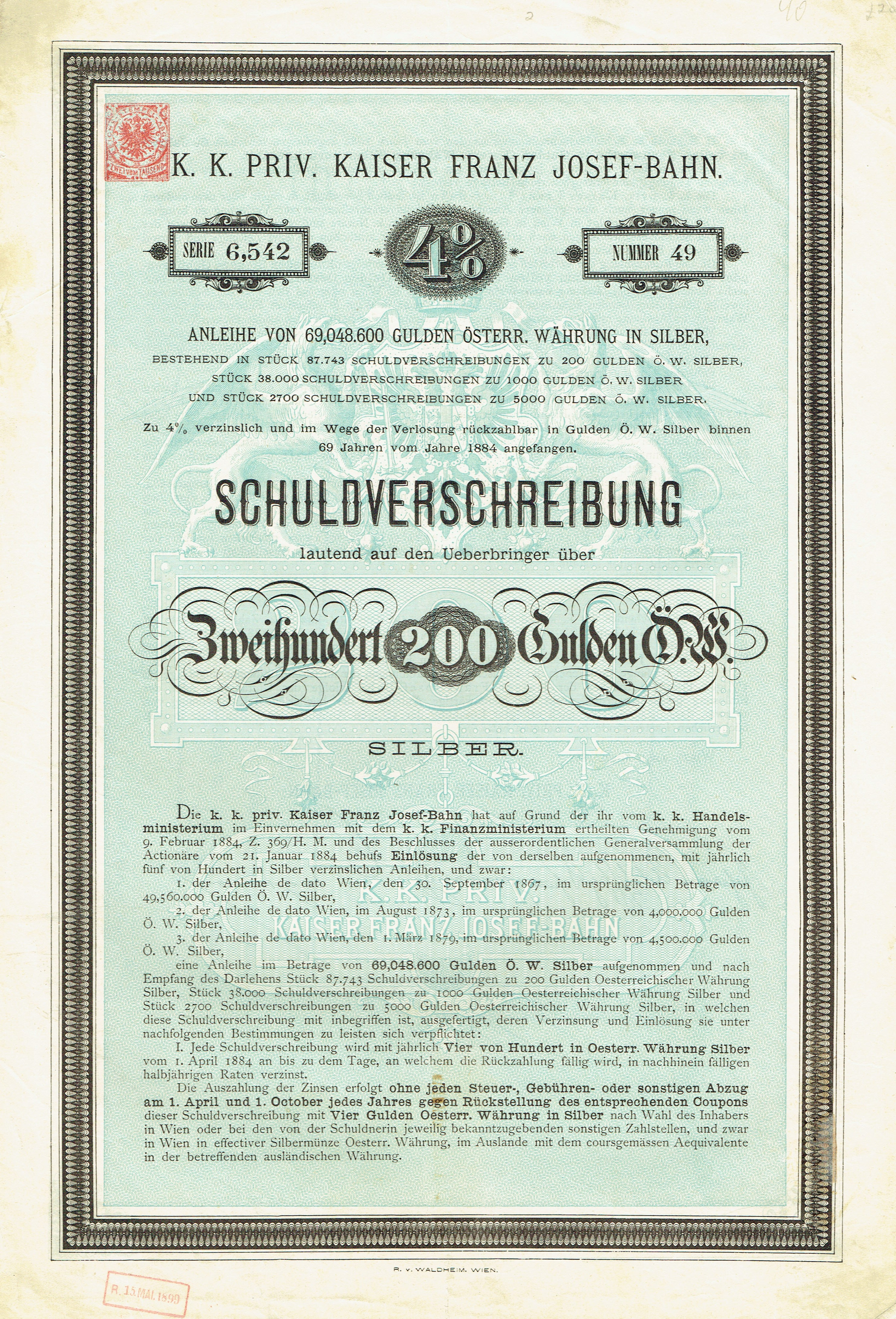
Schuldverschreibung über 200 Kronen der K. K. priv. Kaiser Franz Josef-Bahn vom 1. April 1884

Initiator der Bahnlinie war der Großgrundbesitzer und Diplomat Johann Adolf II. Fürst zu Schwarzenberg, der vom Pilsener Becken Steinkohle nach Wien transportieren wollte. Der Spatenstich der 455 km langen Bahnlinie zwischen Wien und Eger fand am 18. November 1866 nahe dem Meierhof Wondrow bei Schloss Frauenberg statt. Die veranschlagten Baukosten von 81.576.600 Gulden wurden über eine Aktiengesellschaft aufgebracht. Am Bau waren 143.000 Arbeiter beschäftigt.
Das erste Teilstück zwischen Pilsen und Budweis wurde am 1. September 1868 eröffnet, am 1. November 1869 war die Teilstrecke Budweis–Eggenburg fertiggestellt und am 23. Juni 1870 konnte die Strecke von dort nach Wien in Betrieb genommen werden. (Zuvor hatte es vom 15. März 1870 an bereits über die Wiener Nordbahnstrecke und über Stockerau geführte Züge gegeben.) Am 14. Dezember 1871 wurde die Verbindung von Čerčan nach Prag eröffnet, womit der Verkehr Wien–Prag über Gmünd möglich wurde. 1872 war der durchgehende Schienenweg bis Eger und damit die Anbindung des Böhmischen Bäderdreiecks an die Hauptstadt Wien erreicht. Das Streckennetz der beiden Hauptstrecken umfasste damit 715 km.
Am 1. Mai 1884 wurde die Gesellschaft verstaatlicht. Die Fahrzeuge und Strecken wurden von den k.k. Staatsbahnen (kkStB) übernommen.

## Strecken
- Budweis–Pilsen (1. September 1868)
- Eggenburg–Gmünd–Budweis (1. November 1869[2])
- Wien–Eggenburg (23. Juni 1870)
- Gmünd–Wesseli an der Lainsitz–Tábor–Benešov–Prag (1871)
- Pilsen–Eger (28. Januar 1872)
- Prager Verbindungsbahn: Abzweig Hrabovka–Prag Franz Josephs-Bahnhof–Prag-Smichow (15. August 1872)
- Absdorf–Krems (10. Jänner 1872)
- Budweis–Wesseli an der Lainsitz (8. Juni 1874)

## Lokomotiven
| Lokomotiven der k.k. priv. Kaiser Franz Josephs-Bahn | Lokomotiven der k.k. priv. Kaiser Franz Josephs-Bahn | Lokomotiven der k.k. priv. Kaiser Franz Josephs-Bahn | Lokomotiven der k.k. priv. Kaiser Franz Josephs-Bahn | Lokomotiven der k.k. priv. Kaiser Franz Josephs-Bahn | Lokomotiven der k.k. priv. Kaiser Franz Josephs-Bahn | Lokomotiven der k.k. priv. Kaiser Franz Josephs-Bahn | Lokomotiven der k.k. priv. Kaiser Franz Josephs-Bahn       |
| KFJB-Baureihe                                        | Nr.                                                  | Anzahl                                               | Hersteller                                           | Baujahr                                              | Achsformel                                           | kkStB-Nr.                                            | Verbleib                                                   |
| ---------------------------------------------------- | ---------------------------------------------------- | ---------------------------------------------------- | ---------------------------------------------------- | ---------------------------------------------------- | ---------------------------------------------------- | ---------------------------------------------------- | ---------------------------------------------------------- |
| AF I                                                 | 1–32                                                 | 32                                                   | Sigl, Wiener Neustadt                                | 1868–1872                                            | 1Bn2                                                 | 24.01–32                                             | ČSD 233.0 (ex 24.06, 12, 17)                               |
| AF II                                                | 33–50 u. 151–154                                     | 22                                                   | Sigl, Floridsdorf                                    | 1873                                                 | 1Bn2                                                 | 26.01–22                                             | ČSD 233.1 (ex 26.06, 10, 16, 19, 20)                       |
| BF I                                                 | 51–106                                               | 56                                                   | Sigl                                                 | 1868–1871                                            | Cn2                                                  | 35.01–56                                             | ČSD 312.301–313, FS 195, JDŽ, BBÖ                          |
| BF III                                               | 131–140                                              | 10                                                   | Floridsdorf                                          | 1883/84                                              | Dn2                                                  | 72.01–10                                             | ČSD 403.001–010                                            |
| AF III                                               | 201–213                                              | 13                                                   | Wiener Neustadt                                      | 1885                                                 | 2'Bn2                                                | 104.01–13 4.201–213                                  | ČSD 254.2 (ex 4.206, 213), PKP Od13, FS 543, JDŽ, CFR, BBÖ |